# Jennifer Clare Jones
Jennifer Clare Jones é uma oncologista e bióloga americana. Ela é investigadora e chefe da seção de nanobiologia translacional do National Cancer Institute.

## Educação
Jones completou um MD e Ph.D. da Universidade de Stanford. Ela é oncologista de radiação certificada com treinamento especializado em radiocirurgia, com graduação e pós-doutorado em biologia do câncer e imunologia geral. Seu orientador de doutorado foi. A dissertação de Jones em 2001 foi intitulada, Identificação de Tapr, uma célula T e locus regulador do fenótipo das vias aéreas, e clonagem posicional da família do gene Tim.

## Carreira e pesquisa
Jones é investigador do NIH Stadtman e chefe da seção de nanobiologia translacional do National Cancer Institute.
De 2001 a 2003, Jones clonou posicionalmente a família do gene da imunoglobulina mucina das células T (TIM) e demonstrou a associação genética entre os TIMs e os perfis de resposta imunológica. Como oncologista de radiação, sua pesquisa está focada no desenvolvimento de terapias baseadas no sistema imunológico que se sinergizam com a radiação para produzir respostas imunológicas antitumorais ideais. Jones desenvolve métodos aprimorados para caracterizar, classificar e realizar estudos funcionais de nanopartículas e estabeleceu um pipeline de análise EV translacional, com instrumentação para preparação, análise, contagem e estudo citométrico de vesículas extracelulares.